# Džibutský frank
Džibutský frank (arabsky فرنك‎, francouzsky Franc Djibouti) je oficiální měna Džibutska. Používal se ve Francouzském Somálsku od roku 1949 a v roce 1977 se po získání samostatnosti stal jeho oficiální měnou.

## Historie
Od založení francouzského protektorátu v roce 1884 zde obíhal francouzský frank a také indická rupie a tereziánský tolar, a to v poměrech 2 franky = 1 rupie a 4,2 franku = 1 tolar. Počínaje rokem 1910 byly pro tehdejší kolonie vydávány Indočínskou bankou (Banque de l'Indochine) bankovky jednotného vzhledu. Pro Somálsko byly doplněny přítiskem DJIBOUTI a od roku 1920 i texty v arabském a etiopském písmu. Mimo to vydávala Obchodní komora v letech 1919 až 1922 papírové peníze a žetony.
Na základě rozhodnutí francouzské vlády ze dne 17. března 1949, platného od 20. března byla ustanovena samostatná měna. Emitentem byla Indočínská banka. Nová měna byla směnitelná v kurzu 214,392 DJF za jeden americký dolar nebo 0,414 507 gramu čistého zlata. V září 1949 byl jeho kurz k francouzskému franku upraven na 1,63. Hodnota byla zaručena vkladem 2,5 miliónu dolaru u Francouzsko-americké bankovní společnosti v New Yorku.
Cílem bylo stabilizovat obchod s okolními zeměmi, zejména s Etiopií, jejichž měny byly navázány na americký dolar. Tento postup zapadal do obecné snahy rozvíjet zónu volného obchodu v přístavu, která byla zřízena v lednu 1949.
V roce 1975 byly uvedeny do oběhu nové bankovky.

## Oběživo
První série bankovek se do oběhu dostala v roce 1979. Od počátku století se bankovky průběžně obměňují. Původní série již neobíhá.
| Vyobrazení | Vyobrazení | Hodnota       | Rozměry     | Dominantní barva | Popis aversní strany  | Rok emise | poznámka        |
| Avers      | Revers     | Hodnota       | Rozměry     | Dominantní barva | Popis aversní strany  | Rok emise | poznámka        |
| ---------- | ---------- | ------------- | ----------- | ---------------- | --------------------- | --------- | --------------- |
|            |            | 40 franků     |             | fialová          | žralok obrovský       | 2017      | pamětní         |
|            |            | 500 franků    |             | hnědá            |                       | 1979      | stažena z oběhu |
|            |            | 1 000 franků  |             | růžová           | Ali Ahmed Oudoum      | 2005      |                 |
|            |            | 2 000 franků  |             | modrá            |                       | 2008      |                 |
|            |            | 5 000 franků  |             | fialová          | Mahmoud Harbi         | 2002      |                 |
|            |            | 10 000 franků | 150 × 75 mm | zelená           | Hassan Gouled Aptidon | 2009      |                 |

## Hodnota a vývoj
Džibutský frank je vázán na americký dolar.

### Vývoj kurzu
Při vzniku pokrýval vklad v americké bance 100 % emise. 100 džibutských franků bylo ekvivalentem 0,414 507 gramů zlata; jeden dolar stál 214,392 džibutských franků.
Od 13. února 1973 do roku 2006 byl kurz 177,721 DJF za 1 USD.
Kurz 12. června 2009  byl 1 USD = 177,5418 DJF.
Kurz 25. ledna 2019  byl 1 USD = 177,493 78 DJF, neboli 10 000 DJF = 56,34 USD = 49,66 €.